# Marila alternifolia
Marila alternifolia är en tvåhjärtbladig växtart som beskrevs av José Jéronimo Triana och Planch.. Marila alternifolia ingår i släktet Marila och familjen Calophyllaceae. Inga underarter finns listade i Catalogue of Life.